# Prefontaine Classic
Prefontaine Classic är en av de största friidrottstävlingarna i USA. Tävlingarna hålls på Hayward Field tillhörande University of Oregon i Eugene, Oregon. 

## Tävlingsrekord

### Herrar
| Gren          | Rekord            | Tävlande                 | Land       | Datum             |
| ------------- | ----------------- | ------------------------ | ---------- | ----------------- |
| 100 m         | 9.80 (+1.3 m/s)   | Steve Mullings           | Jamaica    | 4 juni 2011       |
| 200 m         | 19.72 (+1.8 m/s)  | Walter Dix               | USA        | 3 juli 2010       |
| 400 m         | 43.92             | Michael Johnson          | USA        | 24 juni 2000      |
| 800 m         | 1:43.68           | Abubaker Kaki Khamis     | Sudan      | 4 juni 2011       |
| 1000 m        | 2:13.62           | Abubaker Kaki Khamis     | Sudan      | 3 juli 2010       |
| 1500 m        | 3:32.81           | Daniel Kipchirchir Komen | Kenya      | 10 juni 2007      |
| 1 Mile        | 3:48.28           | Daniel Kipchirchir Komen | Kenya      | 10 juni 2007      |
| 3000 m        | 7:35.44           | Eliud Kipchoge           | Kenya      | 4 juni 2005       |
| 3000 m hinder | 8:08.08           | Paul Kipsiele Koech      | Kenya      | 10 juni 2007      |
| 2 Miles       | 8:03.50           | Craig Mottram            | Australien | 10 juni 2007      |
| 5000 m        | 12:58.93          | Tariku Bekele            | Etiopien   | 3 juli 2010       |
| 10 000 m      | 26:25.97          | Kenenisa Bekele          | Etiopien   | 8 juni 2008       |
| 25000 m       | 1:12:25.4         | Moses Mosop              | Kenya      | 3 juni 2011       |
| 30000 m       | 1:26:47.4         | Moses Mosop              | Kenya      | 3 juni 2011       |
| 110 m häck    | 12.90 (+1.6 m/s)  | David Oliver             | USA        | 3 juli 2010       |
| 400 m häck    | 47.91             | Bershawn Jackson         | USA        | 4 juni 2005       |
| Höjdhopp      | 2.35 m            | Charles Clinger          | USA        | 26 maj 2002       |
| Stavhopp      | 6.23 m            | Armand Duplantis         | Sverige    | 17 september 2023 |
| Längdhopp     | 8.74 m (-1.2 m/s) | Dwight Phillips          | USA        | 7 juni 2009       |
| Tresteg       | 17.40 m           | Walter Davis             | USA        | 28 maj 2006       |
| Kulstötning   | 22.41 m           | Christian Cantwell       | USA        | 3 juli 2010       |
| Diskus        | 71.32 m           | Ben Plucknett            | USA        | 1983              |
| Slägga        | 82.65 m           | Koji Murofushi           | Japan      | 19 juni 2004      |
| Spjut         | 79.52 m           | Duncan Atwood            | USA        | 1987              |

### Damer
| Gren          | Rekord             | Tävlande                  | Land       | Datum        |
| ------------- | ------------------ | ------------------------- | ---------- | ------------ |
| 100 m         | 10.70 (+2.0 m/s)   | Carmelita Jeter           | USA        | 4 juni 2011  |
| 200 m         | 21.81 (+1.6 m/s)   | Marion Jones              | USA        | 30 maj 1999  |
| 400 m         | 49.34              | Ana Guevara               | Mexiko     | 24 maj 2003  |
| 800 m         | 1:57.56            | Mariya Savinova           | Ryssland   | 3 juli 2010  |
| 1000 m        | 2:32.33            | Maria de Lurdes Mutola    | Moçambique | 1995         |
| 1500 m        | 3:59.89            | Gelete Burka              | Etiopien   | 7 juni 2009  |
| Mile          | 4:21.25            | Mary Slaney               | USA        | 1988         |
| 2000 m        | 5:31.52            | Vivian Cheruiyot          | Kenya      | 7 juni 2009  |
| 3000 m        | 8:39.33            | Sonia O'Sullivan          | Irland     | 26 maj 1996  |
| 5000 m        | 14:33.96           | Vivian Jepkemoi Cheruiyot | Kenya      | 3 juni 2011  |
| 100 m häck    | 12.45 (+1.4 m/s)   | Brigitte Foster-Hylton    | Jamaica    | 24 maj 2003  |
| 400 m häck    | 53.03              | Melaine Walker            | Jamaica    | 3 juli 2010  |
| Höjdhopp      | 1.99 m             | Yelena Slesarenko         | Ryssland   | 28 maj 2006  |
| Stavhopp      | 4.72 m             | Stacy Dragila             | USA        | 26 maj 2002  |
| Längdhopp     | 7.31 m             | Marion Jones              | USA        | 31 maj 1998  |
| Tresteg       | 14.98 m (+0.6 m/s) | Olha Saladucha            | Ukraina    | 4 juni 2011  |
| Kulstötning   | 20.59 m            | Nadzeja Ostaptjuk         | Belarus    | 4 juni 2011  |
| Diskus        | 65.35 m            | Lisa Marie Vizaniari      | Australien | 24 juni 2000 |
| Slägga        | 75.98 m            | Tatyana Lysenko           | Ryssland   | 3 juli 2010  |
| Spjutkastning | 65.90 m            | Kara Patterson            | USA        | 3 juli 2010  |